# Jayena
Jayena est une commune de la province de Grenade dans la communauté autonome d'Andalousie en Espagne.

## Géographie
Jayena est attenante aux municipalités de Arenas del Rey, Alhama de Granada, Otívar, Albuñuelas, El Padul, Alhendín, Agrón.